# Eparchie Gorakhpur
De eparchie Gorakhpur (Latijn: Dioecesis Gorakhpurensis) is een Syro-Malabar-katholieke eparchie met als zetel Gorakhpur, in India. De eparchie is suffragaan aan het aartsbisdom Agra. 

## Geschiedenis
De eparchie werd opgericht op 19 juni 1984, uit delen van het bisdom Varanasi.

## Parochies
De eparchie had in 2021 een oppervlakte van 19.070 km2 en telde 1.825.480 inwoners waarvan 0,2% rooms-katholiek was.

## Bisschoppen
- Dominic Kokkat (19 juni 1984 - 15 juli 2006)
- Thomas Thuruthimattam (15 juli 2006 - 26 augustus 2023)
- Mathew Nellikunnel (26 augustus 2023 - heden)

Agra (aartsbisdom) · Ajmer · Allahabad · Bareilly · Bijnor (Syro-Malabar) · Gorakhpur (Syro-Malabar) · Jaipur · Jhansi · Lucknow · Meerut · Udaipur · Varanasi